# IC 1311

Eine Aufnahme von Robert Eder

IC 1311 ist ein offener Sternhaufen vom Trumpler-Typ II3rn im Sternbild Cygnus, der eine scheinbare Helligkeit von 13,1 mag hat. Das Objekt wurde im Jahr 1893 von Thomas Espin entdeckt.